# Paul Arndt (Archäologe)
Paul Julius Arndt (* 14. Oktober 1865 in Dresden; † 17. Juli 1937 in München) war ein deutscher Klassischer Archäologe.

## Leben und Werk
Paul Arndt war der Sohn des Kaufmanns Julius Arndt (1824–1904) aus Neustrelitz und dessen aus Zwickau stammender Ehefrau Amalie Cölestine geborene Schumann (1830–1883). Er besuchte die Schule in Dresden und legte am dortigen Kreuzgymnasium sein Abitur ab. Anschließend studierte er an der Universität Leipzig und später an der Universität München Klassische Archäologie. Besonderen Einfluss hatten auf Arndt Johannes Overbeck in Leipzig und Heinrich Brunn in München. Trotz der Nähe zu seinen Lehrern waren Arndts eigene Forschungsinteressen fast ausschließlich auf die antike Plastik – hier vor allem auf antike Porträts und die griechische Plastik – sowie die Gemmenkunde fokussiert. 1887 wurde er in München mit der Arbeit „Studien zur Vasenkunde“ promoviert. Nach der Promotion war Arndt in München wissenschaftlicher Assistent von Brunn und anschließend bei Adolf Furtwängler, bis er sich 1894 ebenda habilitierte und nun als Privatdozent lehrte. Reisen führten ihn in verschiedene Regionen der Mittelmeerwelt, wobei er eine sehr tief gehende Kennerschaft der antiken Regionen und ihrer Kunstwerke erwerben konnte.
Von seinem lebenslang zutiefst verehrten Lehrer Heinrich Brunn übernahm Arndt die Bearbeitung und Herausgabe des Corpuswerks Denkmäler griechischer und römischer Sculptur. Zudem initiierte er 1891 mit Griechische und römische Porträts (erschienen zwischen 1891 und 1947) mit bis zu seinem Tod über 1000 erschienenen Tafeln mit Abbildungen und Texten und Photographische Einzelaufnahmen antiker Skulpturen (erschienen zwischen 1893 und 1937) zwei weitere Corpuswerke zur antiken Plastik. Bis zum Beginn des von Walter-Herwig Schuchhardt initiierten Lieferungswerkes Antike Plastik im Jahr 1962 waren diese Corpora mit ihren detaillierten Fotografien ein bedeutendes Forschungsmittel. Die Griechischen und römischen Porträts, bei denen Arndt später von Georg Lippold unterstützt wurde, wurden erst 1942 aufgrund des Zweiten Weltkriegs eingestellt. Die Photographischen Einzelaufnahmen antiker Sculpturen waren als Vorbereitung eines Corpus Statuarum gedacht und erschienen mit Erläuterungstexten. Diese Reihe setzte Walter Amelung fort. Nach dem Tode Furtwänglers galt Arndt als der beste Kenner antiker Glyptik.
Arndt war weniger als seine zeitgenössischen Kollegen akademischer Lehrer, Ausgräber oder institutionell verankerter Archäologe. Dank des Erbes seines Vaters, eines wohlhabenden Kaufmanns, lebte er seit Ende der 1890er Jahre finanziell unabhängig als Privatgelehrter, Sammler und Kunsthändler in München. Als Sammler und einer der bedeutendsten Kunsthändler antiker Werke seiner Zeit kaufte und verkaufte er antike Kunst, vor allem Plastiken, in großem Umfang und vermittelte Artefakte an namhafte Museen. Zu den wichtigsten Kunden gehörte die Ny Carlsberg Glyptotek in Kopenhagen, das Szépművészeti Múzeum in Budapest sowie die Glyptothek München. Auch das Allard Pierson Museum in Amsterdam, die Yale University Art Gallery in New Haven sowie die Antikensammlung der Universität Tübingen verdanken weite Bestände ihrer Sammlungen der Vermittlung Arndts. Für Kopenhagen verfasste er auch ein wissenschaftliches Tafelwerk der Skulpturen. München verdankt Arndts Vermittlung unter anderem die Skulptur eines überlebensgroßen archaischen Kouros. Die Vermittlung beschränkte sich nicht darauf, ein Kunstwerk an einen Verkäufer zu vermitteln. Da Institutionen wie die Münchener Glyptothek zumeist keinen oder nur einen kleinen Etat für Neuerwerbungen hatten, half Arndt ganz direkt auch bei der Suche nach potenten Geldgebern, die den Institutionen das nötige Geld stiften konnten. Arndt war europaweit im Kunsthandel vernetzt. Mit seinem sicheren Blick für künstlerische Qualität und seinem System des Verkaufs bestimmter Stücke an bestimmte Museen prägte Arndt das Gesicht vieler Antikensammlungen bis in heutige Zeit mit. Er selbst sammelte zunächst in bescheidener Weise, nach dem Tod seines Vaters auf weit höherem Niveau. 1918 erwarb Kronprinz Rupprecht von Bayern seine bedeutende Sammlung antiker Gemmen.
Obwohl nicht in Institutionen verankert, war Arndt bei seinen archäologischen Kollegen hoch angesehen; insbesondere in München genoss er einen sehr guten Ruf. 1917 wurde er zum „königlichen Professor“ ernannt, zu seinem 60. Geburtstag 1925 wurde ihm die damals noch seltene Ehre der Widmung einer Festschrift zuteil. Karl Anton Neugebauer beschrieb Arndt in einem Nachruf als Gelehrten von rastlosem Fleiß und außerordentlichem Wissen; er war aber auch ein Mann von lauterem Charakter, hilfreich und treu, ein Bewunderer des Schönen und eine Persönlichkeit von scharfer Prägung. Arndt wird als temperamentvoll geschildert, die erhaltenen Bilder zeigen einen Menschen mit spitz zulaufendem Kinn- und Schnauzbart, der einen sehr humorvollen Eindruck vermittelt. Zudem war er offenbar sehr kommunikativ und insbesondere jüngeren Fachgenossen gegenüber sehr aufgeschlossen und zugänglich. Ludwig Curtius beschrieb ihn als mittelgroßen, lebhaften, beweglichen Mann, dem sein Dresdener Sächsisch kaum anzuhören war, und als „geschniegelt und gebügelt“, in schwarzen Glacéhandschuhen und nach Eau de Cologne duftend mit einer „Melone“ auf dem Kopf. Beinahe täglich erschien er im Museum für Abgüsse Klassischer Bildwerke, in Phasen der Freundschaft während der Anwesenheit Furtwänglers, wenn sie gerade einmal wieder im Streit lagen, dann während dieser nicht im Hause war. Als Autor tat er sich schwer, er galt eher als die Person, die – nicht selten spontane – Ideen und Einfälle hatte. Curtius hob die Seltenheit seines mitteilsamen Wesens und seine Freude an der Freigiebigkeit seiner Erkenntnisse in einer eher streitbaren und streng auf die eigenen Ideen bedachten akademischen Welt hervor und beschrieb ihn als „noble Erscheinung“.
Paul Arndt war mit der Bauerntochter Christine geborene Huber (* 1862 in Braunau) verheiratet, die von der bairisch-österreichischen Grenze stammte und in den Erinnerungen von Ludwig Curtius als gutherzige, aber nicht recht in die feine akademische Gesellschaft passende Frau beschrieben wurde; sie hatten zwei Söhne, den späteren Geologen Heinrich Arndt (1887–1969) und den späteren Verlagsleiter Julius Arndt (1898–1978). Die Familie wohnte seit 1908 in der Himmelreichstraße 3 am Englischen Garten in München, wo er sich eine Villa erbauen ließ („Villa Himmelreich“). Neben seiner Antikensammlung befanden sich hier auch seine umfangreiche archäologische Bibliothek sowie eine umfangreiche Sammlung archäologischer Fotografien. Damit hatte er sich ein eigenes kleines Institut aufgebaut, zu dem er gerne auch anderen Nutzern Zugang verschaffte. Auch besaß er eine Sammlung von Handzeichnungen des 19. Jahrhunderts. Auf Grund der Inflation und Wirtschaftskrise nach dem Ersten Weltkrieg verlor er fast sein gesamtes Vermögen und seine Einkünfte als Kunsthändler und litt unter erheblichen finanziellen Problemen. 1934 verkaufte er seine Handzeichnungssammlung, im Sommer 1936 seine wissenschaftliche Sammlung an das Archäologische Seminar der  Universität Erlangen für 45.000 RM.
Er starb nach einem längeren Krebsleiden. Die nicht schon zuvor veräußerten Bestände der großen Sammlung Arndts gelangten zum Teil in das Budapester Szépművészeti Múzeum und die Staatlichen Antikensammlungen in München (Stiftung Heymel), ein kleiner Rest auf Drängen Ludwig Curtius’ in die Antikensammlung der Universität Freiburg. Seine Witwe verkaufte im Juli 1938 seine Villa für 170.000 RM an die Evangelische Kirchenverwaltung München. Im Zuge der Nürnberger Gesetze verblasste das Andenken an Arndt zunächst schnell. Erst seit den 1980er Jahren rückt der Gemmen- und Plastikenforscher sowie der Kunsthändler wieder mehr in das Blickfeld der Forschung.

## Schriften (Auswahl)
- Studien zur Vasenkunde. Leipzig 1887 (Digitalisat).
- La Glyptothèque Ny-Carlsberg. les monuments antiques. München 1896–1910 (Digitalisat).